# Stefano Calvagna
Stefano Calvagna (Roma, 21 settembre 1970) è un attore, sceneggiatore, regista e produttore cinematografico italiano.

## Biografia
Stefano Calvagna inizia il suo periodo di formazione artistica a New York, studiando recitazione presso l'Actors Studio per poi spostarsi a Los Angeles ed avviare i suoi studi in regia, partecipando come regista alla serie televisiva Beverly Hills 90210.
Rientrato in Italia, il 22 dicembre del 1992 viene ferito con un colpo di pistola ad una gamba durante una rapina a mano armata nel negozio di famiglia: nei tre anni che impiega per riprendersi, Calvagna scrive soggetti e sceneggiature per il cinema che trae da fatti di cronaca e dalla vita quotidiana.
In seguito, Calvagna partecipa in piccoli ruoli come attore dividendosi tra cinema, fiction e teatro, come ad esempio in Laura non c'è di Antonio Bonifacio. Inizia la sua attività come regista nel 1999, per alcuni episodi della serie TV Vivere.
Nel 1999 gira il suo primo film, prodotto da Francesco Paolo Melani, dal titolo Senza paura: un vero e proprio pulp all'italiana tratto da fatti di cronaca legati ad un gruppo criminale conosciuto come "Banda del taglierino". Questo film e riceve il Premio De Sica al Festival di Salerno nel 2000 e il Premio della Sezione Giovani al Festival Australiano nel 2001.
Nel 2000 dirige, interpreta e produce il suo secondo film, Arresti domiciliari. Tra il 2000 e il 2005, Calvagna recita in alcune fiction, tra le quali Vite a perdere, miniserie prodotta dalla RAI nel 2004 ispirata alla storia della banda della Magliana.
Nel 2005, Stefano Calvagna torna alla regia con L'uomo spezzato, un film drammatico incentrato sui danni che può arrecare la stampa ad un uomo, accanendosi nei suoi confronti nel momento dell'accusa, senza riabilitarlo nella società una volta provata la sua innocenza. Il film vince il premio come miglior film al Telesia Film Festival 2006 e la Fibula d'oro a Lucca come miglior regia. Lo stesso anno, Calvagna si reca in Thailandia per girare un real movie sulla prostituzione minorile dal titolo Viaggio all'inferno.
L'anno successivo firma A pugni chiusi, a cuore aperto, documentario sul pugile Vincenzo Cantatore.
Nel 2006 scrive e dirige il cortometraggio Il gioiello. Nel 2007 è di nuovo alla regia di tre lungometraggi. Il primo è E guardo il mondo da un oblò, una commedia ambientata in una lavanderia, con il quale il regista vince la sesta edizione del Monte-Carlo Film Festival de la Comédie di Ezio Greggio. Successivamente è la volta de Il lupo, film romanzato sulla vita e la latitanza di Luciano Liboni (interpretato da Massimo Bonetti). Il film fu accolto freddamente dalla critica e sollevò numerose polemiche da parte della vedova di Alessandro Giorgioni, il carabiniere ucciso da Liboni. Il terzo film, uscito poi nelle sale nel 2007, è Il peso dell'aria, lungometraggio drammatico che ha come tema l'usura.
Nel 2008 dirige Guardando le stelle, una storia drammatica incentrata sul problema degli attacchi di panico.
Nel marzo 2009 scrive, dirige e interpreta L'ultimo ultras, storia sulla latitanza di un tifoso che colpisce a morte un ragazzo di una squadra avversaria. Calvagna racconta di aver fatto parte del tifo organizzato della Lazio da giovane
Nel 2011 scrive e dirige Rabbia in pugno, un action-movie girato interamente all'interno di una palestra di 17.000 m2, e pubblica il libro Cronaca di un assurdo normale, basato sulle vicissitudini giudiziarie di un uomo prima vittima di tentato omicidio e poi arrestato, vissute in prima persona. Dal libro viene successivamente tratto l'omonimo film, che sarà presentato alla 68ª Mostra del Cinema di Venezia e, con il titolo statunitense Bad Times, al Sunshine Cinema di New York.
Nel 2012 insieme a Emanuele Cerman produce il film In nomine Satan, ispirato a fatti di cronaca realmente accaduti riguardanti le sette sataniche.
Nel 2013 è alla regia del suo primo thriller, MultipleX, interamente girato nel più grande multisala d'Italia. Il film, ispirato ad un reale fatto di cronaca accaduto negli Stati Uniti, racconta di sei giovani ragazzi che, dopo aver visto un film, decidono per divertimento di passare la notte rinchiusi nel multisala, senza sapere che si troveranno ad affrontare un inquietante nascondino con il guardiano del cinema, uomo dalla maniacalità estrema che considera sua missione di vita mantenere l'ordine all'interno della struttura. Sempre nello stesso anno gira Tonino... anche gli ultimi ridono!!!.
Nello stesso anno distribuisce in Italia il film d'animazione danese Grande orso: una favola ispirata alle leggende nordiche. Nel 2014 gira il lungometraggio Non escludo il ritorno, dedicato agli ultimi anni di vita di Franco Califano.
Nel 2016 gira il film  La fuga storia di un rapinatore di banche in fuga, interpretato da Claudio Vanni che si rifugia per caso in casa di una escort.
Sempre nel 2016 gira altri due film: uno è Un nuovo giorno, che parla di un giovane che cambia sesso, e Si vis pacem para bellum, la storia di un killer che si innamora di una cameriera cinese. Nel 2018 gira Cattivi & cattivi, storia di due lupi solitari che commettono gravi reati e di due poliziotti che cercheranno di fermarli.
Nel 2019 gira Baby gang, film ispirato a fatti di cronaca realmente accaduti che narra della paranza di giovani criminali di una borgata romana.
Nel 2021 gira il film Covid-19, interpretato dal figlio Niccolò, storia surreale e paradossale della vita durante la pandemia di COVID-19.

## Filmografia

### Regista
- Vivere (1999) (soap opera)
- Senza paura (2000)
- Arresti domiciliari (2000)
- L'uomo spezzato (2005)
- A pugni chiusi, a cuore aperto (2006) (documentario)
- E guardo il mondo da un oblò (2007)
- Il lupo (2007)
- Il peso dell'aria (2007)
- Guardando le stelle (2008)
- L'ultimo ultras (2009)
- Rabbia in pugno (2011)
- Cronaca di un assurdo normale (2012)
- MultipleX (2013)
- Tonino... anche gli ultimi ridono!!! (2013)
- Non escludo il ritorno (2014)
- Un nuovo giorno (2016)
- Si vis pacem para bellum (2016)
- La fuga (2016)
- Cattivi & cattivi (2018)
- Baby gang (2019)
- Tonino (2021)
- Covid-19 (2021)

### Attore
- Laura non c'è, regia di Antonio Bonifacio (1998)
- Senza paura, regia di Stefano Calvagna (1999)
- Arresti domiciliari, regia di Stefano Calvagna (2000)
- Senza confini - miniserie TV (2000)
- Soldati di pace - film TV (2002)
- Vite a perdere, regia di Paolo Bianchini - film TV (2004)
- La omicidi - miniserie TV (2004)
- L'uomo spezzato, regia di Stefano Calvagna (2005)
- E guardo il mondo da un oblò, regia di Stefano Calvagna (2007)
- Il lupo , regia di Stefano Calvagna (2007)
- Il soffio dell'anima, regia di Vittorio Rambaldi (2007)
- Il peso dell'aria, regia di Stefano Calvagna (2008)
- L'ultimo ultras, regia di Stefano Calvagna (2009)
- Cronaca di un assurdo normale, regia di Stefano Calvagna (2012)
- In nomine Satan (2012)
- Tonino... anche gli ultimi ridono!!! (2013)
- Non escludo il ritorno, regia di Stefano Calvagna (2014)
- Si Vis Pacem Para Bellum (2016)
- Karate Man, regia di Claudio Fragasso (2022)

### Sceneggiatore e regista
- L'uomo spezzato (2005)
- Il gioiello (2006) - cortometraggio
- E guardo il mondo da un oblò (2007)
- Il lupo (2007)
- Il peso dell'aria (2008)
- L'ultimo ultras (2009)
- Cronaca di un assurdo normale (2012)
- In nomine Satan (2012)
- Rabbia in pugno (2013)
- MultipleX (2013)
- Non escludo il ritorno (2014)
- Un nuovo giorno (2016)
- Si Vis Pacem Para Bellum (2016)
- La fuga (2016)

### Produttore e regista
- E guardo il mondo da un oblò (2007)
- Il lupo (2007)
- Il peso dell'aria (2008)
- Il peso dell'aria (2008)
- L'ultimo ultras (2009)
- Cronaca di un assurdo normale (2012)
- In nomine Satan (2012)
- Rabbia in pugno (2013)
- MultipleX (2013)
- Tonino... anche gli ultimi ridono!!! (2013)
- Non escludo il ritorno (2014)
- Un nuovo giorno (2016)
- Si Vis Pacem Para Bellum (2016)
- La fuga (2016)